# Clematis patens 'Evipo018'
Cultivar
La clématite patens 'Evipo018' PBR & PPaf est un cultivar de clématite obtenu en 2002 par Raymond Evison en Angleterre. Elle porte le nom commercial de clématite patens Bourbon'evipo061' PBR & PPaf.

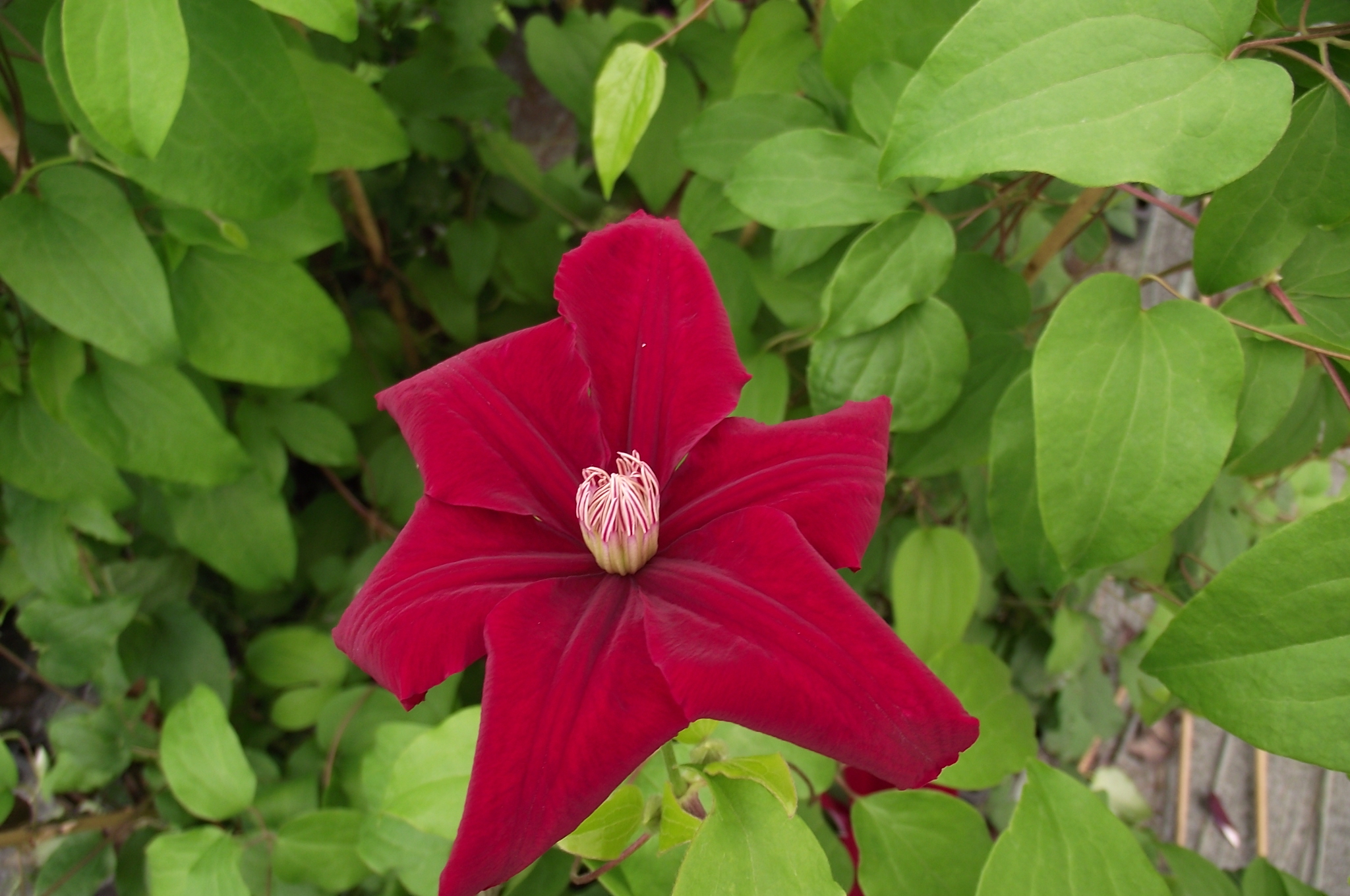
clématite patens Bourbon'Evipo061' PBR & PPaf

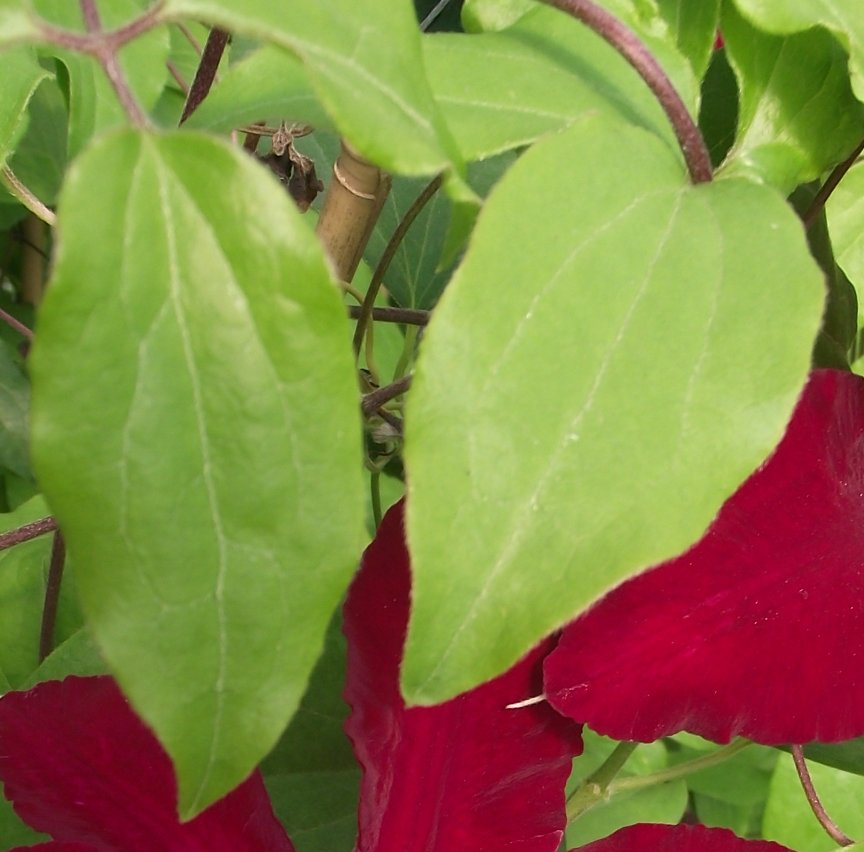
feuilles de clématite patens Bourbon'Evipo061' PBR & PPaf

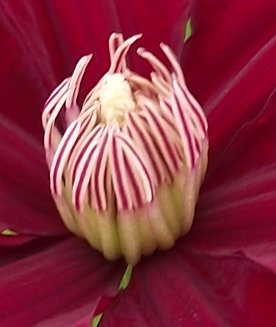
Stigmates de clématite patens Bourbon'Evipo061' PBR & PPaf

## Description
Cette clématite fait partie du groupe 2, ce qui signifie que ce cultivar donnera une floraison printanière sur la pousse de l'année précédente et une seconde à l'automne sur les pousses de l'année.

### Feuilles
Les feuilles caduques de cette clématite sont parfois simples, parfois alternes et trifoliées. De mars à octobre les feuilles sont vertes, en novembre elles virent au jaune juste avant de tomber. Le limbe de la feuille possède un sommet aigu et cuspidé et une base obtuse.

### Tiges
Les tiges de la clématite Bourbon apparaissent de couleur verte sur les pousses de l'année, en vieillissant le bois se durcit et devient rougeâtre et marron.

### Fleurs
La clématite Bourbon dispose d'une fleur de grande taille rouge pur en complément d'une petite ligne violette au cœur, elle peut atteindre 20 cm. Les fleurs de ce cultivar apparaissent la plupart du temps sur la partie supérieure de la plante en juin et juillet pour la floraison printanière et en septembre pour la floraison d'automne où la fleur apparaît beaucoup plus petite et en moindre quantité. Lors de la fanaison la couleur des sépales vire légèrement au rose.

#### Bouton floral et pédoncule
Le bouton floral de Bourbon est allongé et ovoïde d'environ 4 à 5 cm, de couleur vert/gris à un quart de son ouverture. Le pédoncule quant à lui mesure environ 11 à 15 millimètres de couleur verte également.

#### Sépales
Les sépales de la clématite Bourbon mesurent entre 7 et 9 cm de long. Ils se chevauchent légèrement. Sur la face inférieure le sépale possède une jolie couleur violette virant au rouge.

#### Étamines et stigmates
Bourbon possède des  étamines de couleur jaune or et des stigmates également jaunes avec une nuance de rouge.

#### Parfum
Cette clématite n'a pas de parfum.

## Obtention
'Evipo018' est issue d'un croisement entre deux semis non identifiés, réalisé au printemps 1995 à Guernesey au Royaume-Uni. Le but était de créer une variété convenant à la culture commerciale en serre et en pépinière et présentant les caractéristiques suivantes : port compact, fleurs de grandeur moyenne et de couleur violet-rouge avec le centre jaune et boutons floraux attrayants en forme de tulipe au moment de leur ouverture. Les graines ainsi obtenues ont été semées en janvier 1996, et les semis ont été évalués en conditions contrôlées au cours de l'été suivant. À la suite de l'évaluation initiale des semis, la nouvelle variété a reçu un code de lignée généalogique, et sa multiplication a été assurée par bouturage.

## Protection
'Evipo018' est protégé par l'Union internationale pour la protection des obtentions végétales sous licence PBR & PPaf et sous le numéro 3889 du 28 février 2006. Bourbon est protégé par une licence trademark.

## Culture
La clématite bourbon est idéale pour une culture en pot ou en pleine terre.
Cette clématite du groupe 2 fleurit sur le bois de l'année précédente au printemps puis sur la pousse de l'année à l'automne. Elle résiste à des températures inférieures à -20 °C.

## Maladies et ravageurs
La clématite bourbon est sensible à l'excès d'eau ce qui pourra provoquer une pourriture du collet de la plante et ainsi la mort de la clématite.

## Récompense
La clématite Bourbon a été présentée par Arnaud Travers des Pépinières Trevers à la Journée des plantes de Courson en 2008 et a obtenu un Mérite de Courson.
En avril 2008, cette clématite a également obtenu un trophée aux Journées des plantes de Saint-Jean-de-Beauregard.